# Remondella
Remondella is een geslacht van uitgestorven zee-egels uit de familie Scutellidae. Vertegenwoordigers van dit geslacht zijn slechts als fossiel bekend.

## Soorten
- Remondella gabbii (Rémond, 1863) †